# Telefe
A Telefe (a Televisión Federal rövidítése) egy argentin televíziós műsorszolgáltató, amelyet 1990. január 15-én alapítottak. Tulajdonosa a Paramount Global, a székhelye Buenos Airesben található.

## Csatornák
- Telefe
- Telefe Internacional

## Műsorok

### Hírek
- Telefe Noticias
- Buen Telefe

### Telenovellák
- Cebollitas
- Chiquititas
- Kachorra – az ártatlan szökevény
- Lucecita
- Niní
- A szerelem rabjai
- Vad angyal